# Tytthus mundulus
Tytthus mundulus är en insektsart som först beskrevs av Gustav Breddin 1896.  Tytthus mundulus ingår i släktet Tytthus och familjen ängsskinnbaggar. Inga underarter finns listade i Catalogue of Life.